# Chemin d'Audibert
Pour les articles homonymes, voir Audibert.
Le chemin d'Audibert est une voie de Toulouse, chef-lieu de la région Occitanie, dans le Midi de la France.

## Situation et accès

### Description
Le chemin d'Audibert est une voie publique de Toulouse. Il se trouve dans le quartier des Trois-Cocus.
Il est long de 406 mètres, relativement rectiligne et orienté d'est en ouest. Il naît, presque dans le prolongement du chemin de Lanusse, au carrefour de la rue Ernest-Renan et du chemin des Izards, au niveau de la place des Trois-Cocus. Il reçoit successivement à droite le sentier des Trois-Coucous – un cheminement piétonnier aménagé en 2005 –, la rue Claude-Bernard, puis la rue Arsène-d'Arsonval. Il se termine en rencontrant la route de Launaguet au niveau du rond-point du Père-Georges-Boyer.
La chaussée compte une voie de circulation automobile pour chaque sens. Il n'existe ni bande, ni piste cyclable.

### Voies rencontrées
Le chemin d'Audibert rencontre les voies suivantes, dans l'ordre des numéros croissants (« g » indique que la rue se situe à gauche, « d » à droite) :
1. Rue Ernest-Renan (g)
2. Chemin des Izards (d)
3. Place des Trois-Cocus (g)
4. Sentier des Trois-Coucous - accès piéton (d)
5. Rue Claude-Bernard (d)
6. Rue Arsène-d'Arsonval (d)
7. Route de Launaguet

### Transports
Le chemin d'Audibert est parcouru et desservi par la ligne de bus 60. Il se trouve également à proximité immédiate de la place Micoulaud où se trouvent la station Trois-Cocus de la ligne de métro , ainsi que les arrêts des lignes de bus 4160. Enfin, en 2028, le chemin d'Audibert se trouvera à proximité immédiate de la nouvelle station La Vache, sur la ligne de métro , ainsi que de la nouvelle gare de Route-de-Launaguet.
Il existe plusieurs stations de vélos en libre-service VélôToulouse à proximité du chemin d'Audibert : les stations no 244 (93 rue Ernest-Renan), no 247 (face 112 route de Launaguet) et no 283 (place Micoulaud).

## Odonymie
Le chemin tient son nom d'une famille Audibert, propriétaire de terrains voisins du chemin à la fin du XIXe siècle. Les mentions les plus anciennes, au XVIe siècle, le désignent comme le chemin Mazade.

## Histoire

### Époque contemporaine
L'aménagement d'un nouveau groupe scolaire pour desservir le quartier des Trois-Cocus s'inscrit dans la politique de construction portée à partir de 1925 par la municipalité socialiste d'Étienne Billières et elle est décidée en 1929. Le choix se porte sur une longue parcelle de 7 000 m², à l'angle de la rue Ernest-Renan. Le projet en est confié à Jean Montariol, l'architecte de la ville, et bâtie entre 1933 et 1934. Il est inauguré le 1er octobre 1934, jour la rentrée scolaire. Le groupe scolaire comprend une école de garçons, une école de filles, une école maternelle, ainsi qu'une salle des fêtes et de réunions pour les œuvres scolaires.

## Patrimoine et lieux d'intérêt

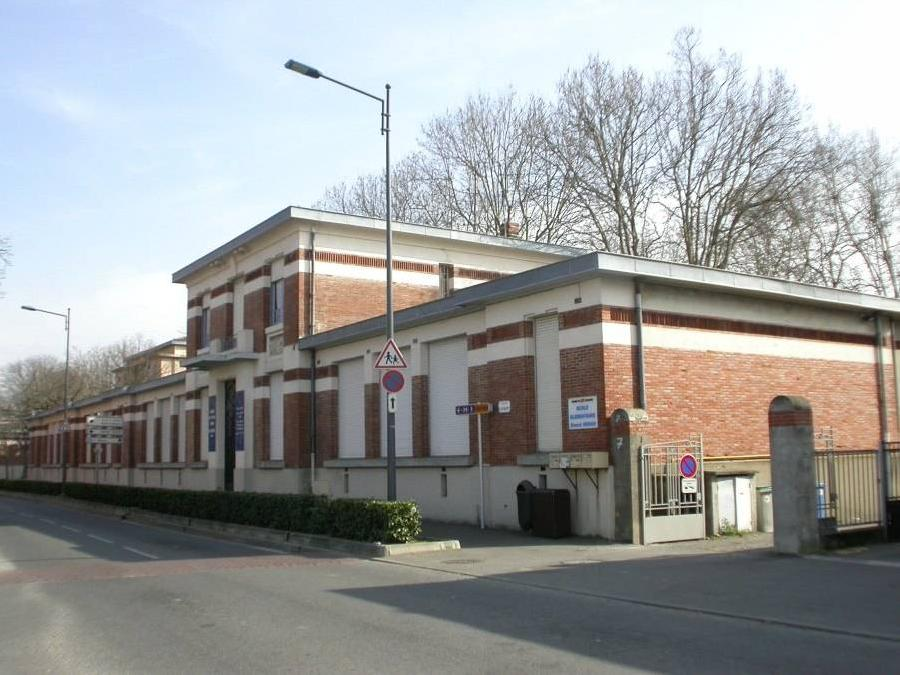
no 7 : école élémentaire Ernest-Renan.

- no  1-3 et 7 : écoles maternelle et élémentaire Ernest-Renan. 
Le groupe scolaire s'organise en deux groupes de bâtiments alignés le long du chemin d'Audibert et séparés par l'édifice de la salle des fêtes (actuel centre culturel Ernest-Renan, no 5). Le premier bâtiment, à l'ouest, abritait l'école de garçons et accueille désormais l'école élémentaire (actuel no 7). Le deuxième bâtiment, à l'est, dévolu à l'école de filles et à l'école maternelle, est occupé par cette dernière seulement (actuels no 1-3). 
Les façades sur le chemin d'Audibert sont homogènes. Elles se composent de plusieurs corps de bâtiment : un pavillon central, en légère saillie et qui s'élève sur un étage, qu'encadrent deux ailes en rez-de-chaussée. Le haut soubassement est couvert d'enduit, tandis que le niveau des fenêtres laisse la brique apparente, souligné par des bandeaux simplement enduits et un frise de calepinage en briques. Les travées sont rythmées par les triplets de fenêtres qui alternent avec des travées en léger décrochement percées d'une fenêtre unique. Les élévations sont couvertes par une large corniche et un toit-terrasse. 
Le pavillon central, large de trois travées, s'élève sur un étage. La travée centrale, au rez-de-chaussée, est ouverte par la porte principale, dont la ferronnerie aux motifs géométriques inclut le monogramme VT de la ville de Toulouse. Elle est surmontée d'une corniche en béton enduit. Les travées latérales sont simplement percées de fenêtres, séparées entre le rez-de-chaussée et l'étage par des bas-reliefs en pierre sculptés par Jean Druilhe : des fillettes jouant à la poupée ou à la balançoire pour l'ancienne école de filles, des garçons en culotte courte jouant à saute-mouton pour l'ancienne école de garçons[3].

- no  5 : centre culturel Ernest-Renan. 
Le centre culturel municipal Ernest-Renan occupe l'ancienne salle des fêtes et des réunions. Elle se situe au centre de la parcelle et en retrait par rapport au chemin d'Audibert. La façade, qui s'organise sur cinq travées et s'élève sur deux niveaux, est entièrement couverte d'un enduit clair. Au rez-de-chaussée, les trois travées centrales sont percées par de hautes portes rectangulaires. Elles sont surmontées par de hautes fenêtres rectangulaires qui ouvrent sur un balcon. La fenêtre centrale est surmontée d'une horloge. Les travées latérales forment un ressaut qui encadrent la partie centrale de la façade. Le rez-de-chaussée est mis en valeur par un bas-relief en pierre célébrant les arts, représentant des musiciens et des enfants : à gauche, il porte l'inscription "Il était une fois" , à droite, "Nous n'irons plus au bois".